# Melanephia sofala
Melanephia sofala là một loài bướm đêm trong họ Noctuidae.